# 핀란드 자연보전동맹
핀란드 자연보전동맹(핀란드어: Suomen luonnonsuojeluliitto; SLL 수오멘 루온논수오옐루리잇토[*])은 핀란드에서 가장 큰 환경보호 및 자연보전 비정부기구다. 회원 수가 3만 4000 명 이상이다. 동맹 중앙은 1938년 설립되었지만, 쿠오피오 지회와 같은 지방 현지조직들은 설립된 지 110년이 넘어가기도(189년 설립) 한다.
워드마크에 사이마고리무늬물범을 상징으로 사용한다.
기관지로서 월간 『수오멘 루온토→핀란드의 자연』지를 발행한다. 이 기관지도 핀란드의 자연환경 관련 잡지로서 발행부수가 가장 많다.